# Eyjafjarðará
Eyjafjarðará – rzeka w północnej Islandii o długości około 70 km. 
Źródła rzeki znajdują się na płaskowyżu w środkowej części Islandii na wysokości ok. 850 m n.p.m. Płynie w kierunku północnym w dolinie Eyjafjarðardalur. Uchodzi do jeziora Pollurinn, odciętej części fiordu Eyjafjörður. Bezpośrednio przy ujściu rzeki wybudowany został port lotniczy Akureyri, obsługujący pobliskie miasto Akureyri. W dolnym biegu rzeki położona jest również mała osada Hrafnagil.